# Stephanie Pfeiffer
Stephanie Pfeiffer (* 8. Januar 1966 in Heidelberg) ist eine ehemalige deutsche Basketballspielerin.

## Laufbahn
Pfeiffer nahm im Juli 1983 mit der bundesdeutschen Auswahl an der Junioreneuropameister in Italien teil. Mit der SG BC/USC München gewann sie 1990 und 1991 den deutschen Pokalwettbewerb, 1992 wurde sie mit München (unter dem Vereinsnamen Lotus München) deutsche Meisterin. Sie trat mit München auch im Europapokal an. Anfang Juli 1985 wurde Pfeiffer in zwei Freundschaftsspielen gegen die CSSR eingesetzt, es blieben ihre einzigen A-Länderspiele für Deutschland.
Pfeiffer und ihr Mann, der ehemalige Volleyballspieler Jörg Bertholdt, wanderten in die Vereinigten Staaten aus. Die gemeinsame Tochter Marie Bertholdt wurde wie die Mutter deutsche Nationalspielerin im Basketball.